# Борлоуг, Норман
Норман Эрнест Борлоуг (англ. Norman Ernest Borlaug; 25 марта 1914, Креско — 12 сентября 2009, Даллас) — американский агроном и селекционер, известный как «отец Зелёной революции». Лауреат Нобелевской премии мира 1970 года, а также удостоен Президентской медали Свободы (1977), Национальной научной медали (2004) и Золотой медали Конгресса (2006).

## Биография
Норман Борлоуг — потомок норвежцев, эмигрировавших в США в 1854 году. Он был старшим из четырёх детей в семье фермеров Генри (1889—1971) и Клары (1888—1972) Борлоугов. Три его младшие сестры: Пальма Лилиан (1916—2004), Шарлота (род. 1919), Хелен (1921—1921). С семи до восемнадцати лет он работал на семейной ферме возле городка Креско.
В 1933 году Борлоуг поступил в университет Миннесоты. Во время учёбы приходилось подрабатывать. Например, в 1935 году он работал в Гражданском корпусе по охране окружающей среды. После получения степени бакалавра в 1935—1938 годах работал лесником в Массачусетсе и Айдахо. В 1937 году Борлоуг женился на Маргарет Г. Гибсон. Благодаря преподавателю университета Элвину Чарльзу Стакмену Борлоуг заинтересовался фитопатологией, и в 1942 году защитил диссертацию по грибковым заболеваниям льна.
С 1942 по 1944 годы Борлоуг работал микробиологом в химической компании DuPont в Уилмингтоне (Делавэр), где занимался исследованиями в области производства фунгицидов и бактерицидов для сельского хозяйства. После нападения на Пёрл-Харбор Борлоуг пытался поступить на военную службу, но его кандидатура была отклонена. Его лаборатория начала выполнять военные заказы.

### Зелёная революция
В 1940 году в Мексике к власти пришёл президент Мануэль Авила Камачо, администрацию которого беспокоили неурожаи в стране. Мексиканцы обратились за помощью к Фонду Рокфеллера. В 1944 году Фонд направил в Мексику группу агрономов под руководством Джорджа Харрара, в которую как фитопатолог и генетик входил и Борлоуг. В Мексике учёный оставался двенадцать лет, занимаясь селекцией новых высокоурожайных сортов пшеницы для страны, которая в то время, в основном, покупала пшеницу за рубежом. Борлоуг скрещивал местные сорта с карликовыми сортами из Японии, выведя множество высокоэффективных сортов пшеницы (в том числе с коротким стеблем), устойчивых к полеганию. К 1951—1956 годам Мексика полностью обеспечила себя зерном и начала его экспорт, за 15 лет урожайность зерновых в стране выросла в 3 раза.
Мексиканским опытом заинтересовались в других странах. В 1959 году Борлоуг побывал в Пакистане, в 1963 году — в Индии. В Индию были отправлены семена созданных Борлоугом высокоурожайных сортов — Сонора 64, Лерма Рохо. В итоге, между 1965 и 1970 годами урожайность зерновых в этих странах удвоилась.
Новые сорта использовались в латиноамериканских, ближневосточных и африканских странах. Исследователи Международного исследовательского института риса на Филиппинах по примеру группы Борлоуга вывели полукарликовый сорт риса. В 1965 году Борлоуг возглавил Международную программу улучшения пшеницы, которая была частью Международного центра улучшения кукурузы и пшеницы (Centro Internacional de Mejoramiento de Maíz y Trigo, или CIMMYT).

### Признание и дальнейшая жизнь
Деятельность Борлоуга получила всемирное признание. 8 марта 1968 года бывший директор Агентства США по международному развитию Уильям Гауд назвал события, происходящие в сельском хозяйстве, «Зелёной революцией», противопоставляя их «красной революции» в России и «белой революции» в Иране. 21 октября 1970 года Норману Борлоугу была вручена Нобелевская премия мира с формулировкой «За вклад в решение продовольственной проблемы, и особенно за осуществление Зелёной революции». В Нобелевской лекции учёный подчёркивал, что «Зелёная революция была временным успехом в борьбе против голода и лишений; она дала людям передышку».
В 1970-х некоторые аспекты работы Борлоуга были подвергнуты критике со стороны экологов. В частности, были негативно оценены применение химических удобрений и пестицидов таких, как ДДТ.
В 1979 году Борлоуг ушёл с поста директора Международной программы улучшения пшеницы, хотя до самой смерти оставался научным консультантом CIMMYT. С 1984 года он преподавал в университете «Эй-энд-эм» в Техасе. В 1986 году Борлоуг учредил Всемирную продовольственную премию. В том же году он стал президентом Всеафриканской ассоциации Сасакава и руководителем «Сельскохозяйственной программы-2000» для стран Тропической Африки. В 2000—2001 годах недолгое время действовал основанный Борлоугом Интернет-университет для людей, работающих в сельском хозяйстве и пищевой промышленности.
Автор ряда книг, а также более 70 научных и популярных статей.
В 1992 году подписал «Предупреждение человечеству».
Член множества национальных академий разных стран, в том числе Национальной академии наук США, а также иностранный член Всесоюзной академии сельскохозяйственных наук имени Ленина (ВАСХНИЛ) (1972) и Лондонского королевского общества (1987).
В 2006 году награждён высшей наградой США — Золотой медалью Конгресса. Таким образом он стал одним из семи людей в истории, получивших Нобелевскую премию мира, Золотую медаль Конгресса и Президентскую Медаль Свободы. Также он награждён Падма Вибхушан (2006) за вклад в борьбу с голодом в Индии. Среди его других наград — премии Vannevar Bush Award (2000) и Public Welfare Medal (2002).
В Америке он известен как «Человек, спасший миллиард жизней».
Чарльз Манн отмечал, что «индивидуальные качества Борлоуга действительно весьма примечательны. Безумный объем работы и самоотверженность, которые он проделал... это действительно трудно себе представить. Дело в том, что он шел против многих догм селекции растений своего времени, и это все имеет значение! Его настойчивое желание накормить бедных… он делал замечательные вещи. Да, я думаю, что некоторые из этих вещей были бы обнаружены [и без него], но это было бы огромное событие, если бы это произошло 20 лет спустя. Я имею в виду, что за это время пострадало бы много людей!..»